# Sulphur (Oklahoma)

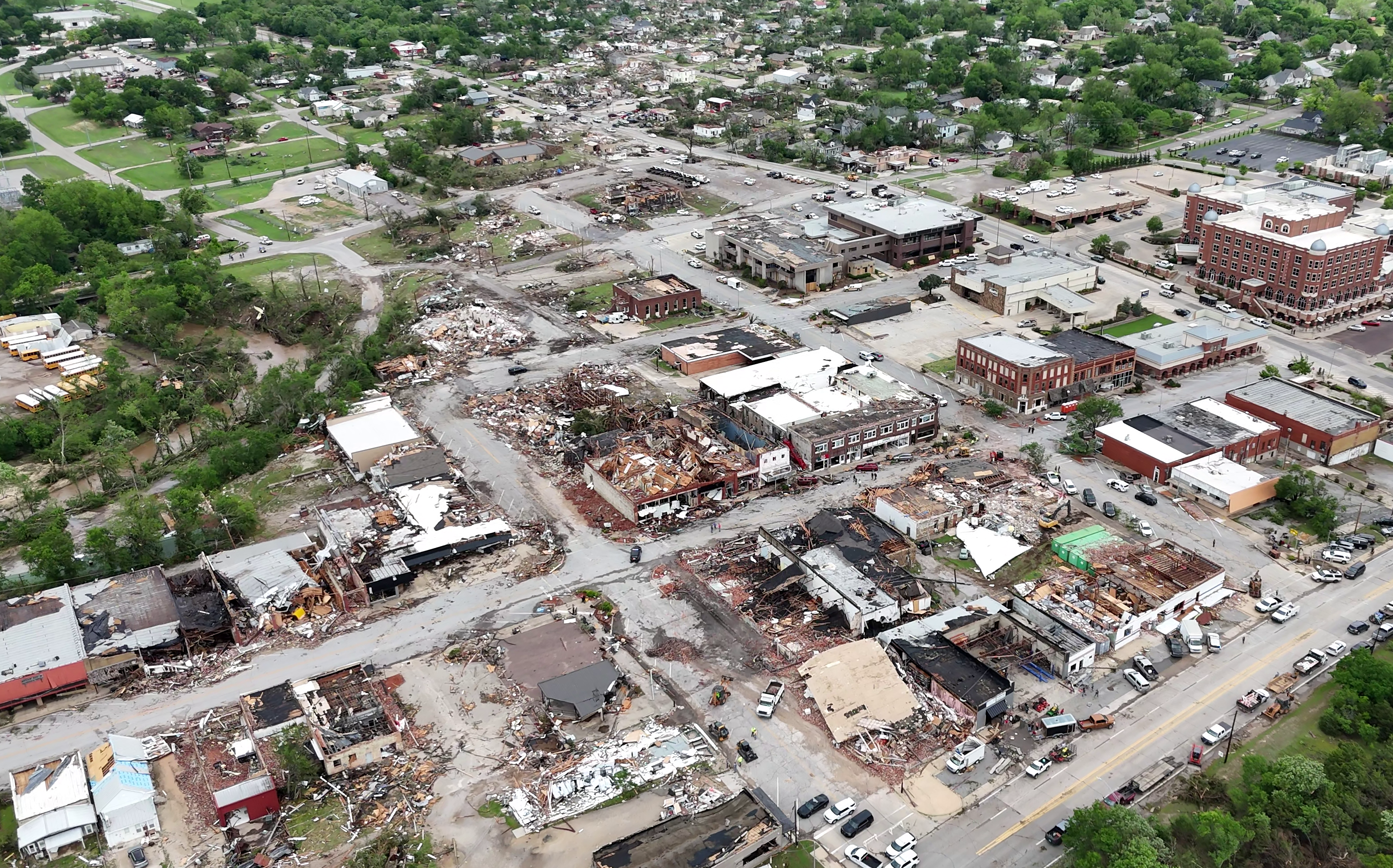
Sulphur na de tornado van 27 april 2024

Sulphur is een plaats (city) in de Amerikaanse staat Oklahoma, en valt bestuurlijk gezien onder Murray County.
Op 27 april 2024 werd Sulphur getroffen door een tornado die een deel van het centrum verwoestte. 

## Demografie
Bij de volkstelling in 2000 werd het aantal inwoners vastgesteld op 4794.
In 2006 is het aantal inwoners door het United States Census Bureau geschat op 4907, een stijging van 113 (2.4%).

## Geografie
Volgens het United States Census Bureau beslaat de plaats een oppervlakte van
18,1 km², waarvan 17,7 km² land en 0,4 km² water.

## Plaatsen in de nabije omgeving
De onderstaande figuur toont nabijgelegen plaatsen in een straal van 20 km rond Sulphur.